# Céline Bonacina
Céline Bonacina, née le 23 juillet 1975 à Belfort, est une saxophoniste française de jazz qui joue du saxophone soprano et alto et de préférence le baryton,.

## Biographie
Dès l'âge de sept ans, Céline Bonacina s’intéresse à la musique et prend des cours de saxophone classique aux conservatoires de Belfort, Besançon et Paris.
Elle passe sept années à La Réunion, pour y enseigner le saxophone au conservatoire de Saint-Denis. 
Elle joue, entre autres, avec l'un des plus importants groupes de reggae de l'ile : Natty Dread (fondé par les frères Imira Jean-Marie l'auteur compositeur et Jean-Marc le chanteur), dans lequel elle prend la suite d'une autre saxophoniste : l'Américaine Maggie Etchart. Elle partage les solos avec Steve-Henry Peeters (guitare).
Après son retour en métropole, son premier album, Vue d'en Haut, paraît en 2005.
Elle poursuit son activité de professeur au Conservatoire à rayonnement départemental d'Alençon.
Céline Bonacina a travaillé avec Omar Sosa, Andy Sheppard, Yannick Robert, Nguyên Lê ou encore Rhoda Scott.

## Formations
- Le Trio : 
  - Céline Bonacina,
  - Hary Ratsimbazafy (batterie),
  - Olivier Carole (basse).

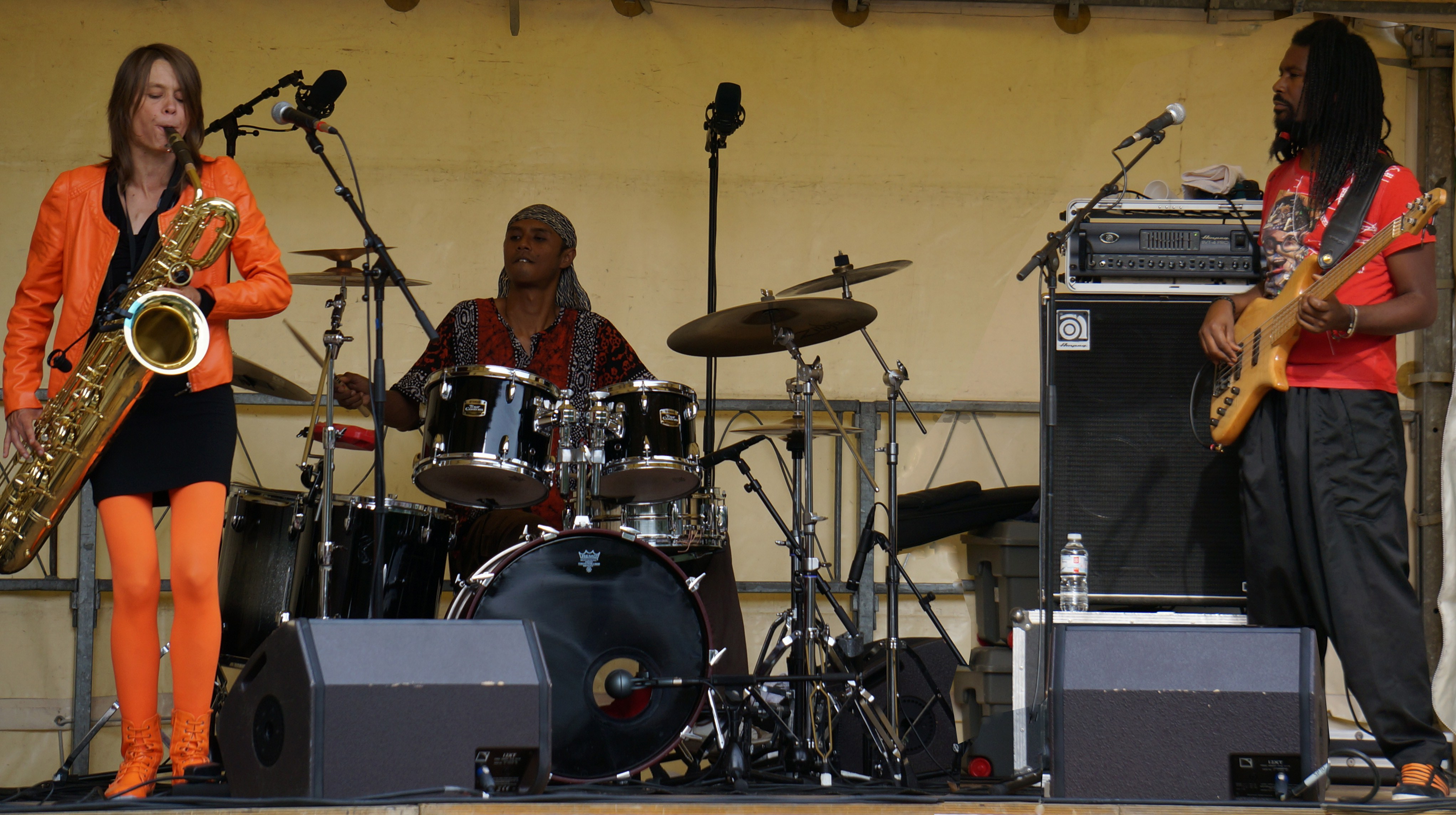
Le trio.

- Céline Bonacina "Réunion" (le Sextet)
  - Céline Bonacina,
  - Hary Ratsimbazafy,
  - Romain Labaye (basse),
  - Illya Amar (vibraphone),
  - Leila Martial (voix),
  - Nicolas Leroy (percussions).

## Discographie
- 2005 : Vue d’en Haut, Didier Makaga (clavier, voix), Hary Ratsimbazafy (batterie), Lionel Guillemin (contrebasse)
- 2010 : Way of Life, en trio avec Nicolas Garnier (b), Hary Ratsimbazafy (d), et Nguyên Lê (invité) (ACT)
- 2012 : The ACT Jubilee Concert (ACT)
- 2013 : Open Heart, en trio avec Kevin Reveyrand (b), Hary Ratsimbazafy (d), Himiko Paganotti (voix), Pascal Schumacher (vib), Mino Cinelu (perc) (ACT)[9]
- 2016 : Crystal Rain, Gwilym Simcock (piano), Chris Jennings (contrebasse), Asaf Sirkis (batterie, percussions) (Crystal Records)
- 2019 : Fly Fly (saxophone baryton et soprano, kayamb, chant), Chris Jennings (contrebasse, saz), Jean-Luc Di Fraya (batterie, percussions, chant), Pierre Durand (guitare électrique, invité) (Crystal Records).

### En tant qu'accompagnatrice
- 2021 : Rhoda Scott, 'Lady All Stars (Sunset Records)

## Prix et récompenses
- Prix de groupe au concours de Jazz de la Défense en 2007 ;
- Prix tremplin Rezzo – Jazz à Vienne[10] en 2009 ;
- Nommée aux Victoires de la Musique catégorie Révélation instrumentale en 2011[6] ;
- Sélection pour le programme Take Five Europe en 2012[11] ;
- Talent Jazz Adami en 2013
- BMW Welt Award  Munich en 2019 pour Céline Bonacina Crystal Quartet[12],[13].